# 2. Fußball-Bundesliga 2023-2024
La 2. Fußball-Bundesliga 2023-2024 è stata la 50ª edizione del secondo livello del campionato tedesco di calcio. La stagione è iniziata il 28 luglio 2023 e si è conclusa il 19 maggio 2024.

## Stagione

### Novità
| Promosse dalla 3. Liga     | Retrocesse dalla Bundesliga | Promosse in Bundesliga | Retrocesse in 3. Liga                       |
| -------------------------- | --------------------------- | ---------------------- | ------------------------------------------- |
| Elversberg Osnabrück Wehen | Schalke 04 Hertha Berlino   | Heidenheim Darmstadt   | Arminia Bielefeld Jahn Ratisbona Sandhausen |

## Squadre partecipanti
| Club                   | Stagione | Città              | Stadio                         | Stagione precedente                 |
| ---------------------- | -------- | ------------------ | ------------------------------ | ----------------------------------- |
| Amburgo                | dettagli | Amburgo            | Volksparkstadion               | 3º posto in 2.Bundesliga            |
| Eintracht Braunschweig | dettagli | Braunschweig       | Eintracht-Stadion              | 15º posto in 2.Bundesliga           |
| Elversberg             | dettagli | Spiesen-Elversberg | Waldstadion an der Kaiserlinde | 1º posto in 3. Liga, promossa       |
| Fortuna Düsseldorf     | dettagli | Düsseldorf         | Merkur Spiel-Arena             | 4º posto in 2.Bundesliga            |
| Greuther Fürth         | dettagli | Fürth              | Sportpark Ronhof               | 12º posto in 2.Bundesliga           |
| Hannover 96            | dettagli | Hannover           | HDI-Arena                      | 10º posto in 2.Bundesliga           |
| Hansa Rostock          | dettagli | Rostock            | Ostseestadion                  | 13º posto in 2.Bundesliga           |
| Hertha Berlino         | dettagli | Berlino            | Olympiastadion                 | 18º posto in Bundesliga, retrocessa |
| Holstein Kiel          | dettagli | Kiel               | Holstein-Stadion               | 8º posto in 2.Bundesliga            |
| Kaiserslautern         | dettagli | Kaiserslautern     | Fritz-Walter-Stadion           | 9º posto in 2.Bundesliga            |
| Karlsruhe              | dettagli | Karlsruhe          | Wildparkstadion                | 7º posto in 2.Bundesliga            |
| Magdeburgo             | dettagli | Magdeburgo         | MDCC-Arena                     | 11º posto in 2.Bundesliga           |
| Norimberga             | dettagli | Norimberga         | Max-Morlock-Stadion            | 14º posto in 2.Bundesliga           |
| Osnabrück              | dettagli | Osnabrück          | Osnatel Arena                  | 3º posto in 3. Liga, promossa       |
| Paderborn              | dettagli | Paderborn          | Benteler-Arena                 | 6º posto in 2.Bundesliga            |
| Schalke 04             | dettagli | Gelsenkirchen      | Veltins-Arena                  | 17º posto in Bundesliga, retrocessa |
| St. Pauli              | dettagli | Amburgo            | Millerntor-Stadion             | 5º posto in 2.Bundesliga            |
| Wehen                  | dettagli | Wiesbaden          | BRITA-Arena                    | 4º posto in 3. Liga, promossa       |

## Allenatori

### Allenatori e primatisti
Aggiornata al 19 aprile 2024 
| Squadra                | Allenatore                                                                                                   | Calciatore più presente                 | Capocannoniere                                  |
| ---------------------- | --- | --------------------------------------- | ----------------------------------------------- |
| Amburgo                | Tim Walter (1ª-21ª) Merlin Polzin (ad interim) (22ª) Steffen Baumgart (23ª-)                                 | Jonas Meffert, Bakery Jatta (28)        | Robert Glatzel (16)                             |
| Eintracht Braunschweig | Jens Härtel (1ª-10ª) Matthias Kreutzer (ad interim) (11ª-12ª) Daniel Scherning (13ª)                         | Johan Gómez (29)                        | Fabio Kaufmann (6)                              |
| Elversberg             | Horst Steffen                                                                                                | Manuel Feil, Nicolas Kristof (30)       | Luca Schnellbacher, Paul Stock (5)              |
| Fortuna Düsseldorf     | Daniel Thioune                                                                                               | Florian Kastenmeier (29)                | Chrīstos Tzolīs (18)                            |
| Greuther Fürth         | Alexander Zorniger                                                                                           | Branimir Hrgota (29)                    | Armindo Sieb (9)                                |
| Hannover 96            | Stefan Leitl                                                                                                 | Ron-Robert Zieler (29)                  | Cedric Teuchert (11)                            |
| Hansa Rostock          | Alois Schwartz (1ª-16ª) Uwe Speidel (ad interim) (17ª) Mersad Selimbegović (18ª-)                            | Dennis Dressel (29)                     | Júnior Brumado, Kai Pröger, Juan José Perea (4) |
| Hertha Berlino         | Pál Dárdai                                                                                                   | Haris Tabaković (27)                    | Haris Tabaković (19)                            |
| Holstein Kiel          | Marcel Rapp                                                                                                  | Tom Rothe (28)                          | Steven Skrzybski (10)                           |
| Kaiserslautern         | Dirk Schuster (1ª-14ª) Niklas Martin (ad interim) (15ª) Dīmītrīs Grammozīs (16ª-21ª) Friedhelm Funkel (22ª-) | Jan Elvedi (29)                         | Ragnar Ache (16)                                |
| Karlsruhe              | Christian Eichner                                                                                            | Fabian Schleusener, Patrick Drewes (29) | Igor Matanović (12)                             |
| Magdeburgo             | Christian Titz                                                                                               | Dominik Reimann (29)                    | Luca Schuler, Mohamed El Hankouri (5)           |
| Osnabrück              | Tobias Schweinsteiger (1ª-13ª) Martin Heck / Tim Danneberg (ad interim) (1ª-14ª) Uwe Koschinat (15ª)         | Erik Engelhardt (29)                    | Erik Engelhardt (10)                            |
| Norimberga             | Cristian Fiél                                                                                                | Lukas Schleimer (29)                    | Can Uzun (15)                                   |
| Paderborn              | Lukas Kwasniok                                                                                               | Sirlord Conteh (30)                     | Adriano Grimaldi (8)                            |
| Schalke 04             | Thomas Reis (1ª-7ª) Matthias Kreutzer (ad interim) (8ª-9ª) Karel Geraerts (10ª)                              | Marcin Kamiński (27)                    | Kenan Karaman (10)                              |
| St. Pauli              | Fabian Hürzeler                                                                                              | Marcel Hartel, Nikola Vasilj (29)       | Marcel Hartel (16)                              |
| Wehen                  | Markus Kauczinski                                                                                            | Florian Stritzel (29)                   | Ivan Prtajin (10)                               |

## Classifica finale
|  | Pos. | Squadra                | Pt | G  | V  | N  | P  | GF | GS | DR  |
|  | ---- | ---------------------- | -- | -- | -- | -- | -- | -- | -- | --- |
|  | 1.   | St. Pauli              | 69 | 34 | 20 | 9  | 5  | 62 | 36 | +26 |
|  | 2.   | Holstein Kiel          | 68 | 34 | 21 | 5  | 8  | 65 | 39 | +26 |
|  | 3.   | Fortuna Düsseldorf     | 63 | 34 | 18 | 9  | 7  | 72 | 40 | +32 |
|  | 4.   | Amburgo                | 58 | 34 | 17 | 7  | 10 | 64 | 44 | +20 |
|  | 5.   | Karlsruhe              | 55 | 34 | 15 | 10 | 9  | 68 | 48 | +20 |
|  | 6.   | Hannover 96            | 52 | 34 | 13 | 13 | 8  | 59 | 44 | +15 |
|  | 7.   | Paderborn              | 52 | 34 | 15 | 7  | 12 | 54 | 54 | 0   |
|  | 8.   | Greuther Fürth         | 50 | 34 | 14 | 8  | 12 | 50 | 49 | +1  |
|  | 9.   | Hertha Berlino         | 48 | 34 | 13 | 9  | 12 | 69 | 59 | +10 |
|  | 10.  | Schalke 04             | 43 | 34 | 12 | 7  | 15 | 53 | 60 | -7  |
|  | 11.  | Elversberg             | 43 | 34 | 12 | 7  | 15 | 49 | 63 | -14 |
|  | 12.  | Norimberga             | 40 | 34 | 11 | 7  | 16 | 43 | 64 | -21 |
|  | 13.  | Kaiserslautern         | 39 | 34 | 11 | 6  | 17 | 59 | 64 | -5  |
|  | 14.  | Magdeburgo             | 38 | 34 | 9  | 11 | 14 | 46 | 54 | -8  |
|  | 15.  | Eintracht Braunschweig | 38 | 34 | 11 | 5  | 18 | 37 | 53 | -16 |
|  | 16.  | Wehen                  | 32 | 34 | 8  | 8  | 18 | 36 | 50 | -14 |
|  | 17.  | Hansa Rostock          | 31 | 34 | 9  | 4  | 21 | 30 | 57 | -27 |
|  | 18.  | Osnabrück              | 28 | 34 | 6  | 10 | 18 | 31 | 69 | -38 |

## Spareggio promozione
Allo spareggio sono ammesse la sedicesima classificata in Fußball-Bundesliga e la terza classificata in 2. Fußball-Bundesliga.
|                    | Risultati       |                    | Luogo e data               |
| ------------------ | --------------- | ------------------ | -------------------------- |
| Bochum             | 0 - 3           | Fortuna Düsseldorf | Bochum, 23 maggio 2024     |
| Fortuna Düsseldorf | 0 - 3 (5-6 dtr) | Bochum             | Düsseldorf, 27 maggio 2024 |
|                    |                 |                    |                            |

## Spareggio retrocessione
Allo spareggio retrocessione sono ammesse la sedicesima classificata in 2. Fußball-Bundesliga e la terza classificata in 3. Liga.
|                | Risultati |                | Luogo e data              |
| -------------- | --------- | -------------- | ------------------------- |
| Jahn Ratisbona | 2 - 2     | Wehen          | Ratisbona, 24 maggio 2024 |
| Wehen          | 1 - 2     | Jahn Ratisbona | Wiesbaden, 28 maggio 2024 |
|                |           |                |                           |

## Risultati

### Tabellone
Ogni riga indica i risultati casalinghi della squadra segnata a inizio della riga, contro le squadre segnate colonna per colonna (che invece avranno giocato l'incontro in trasferta). Al contrario, leggendo la colonna di una squadra si avranno i risultati ottenuti dalla stessa in trasferta, contro le squadre segnate in ogni riga, che invece avranno giocato l'incontro in casa.
|                        | HSV  | EiB  | ELV  | FOR  | GrF  | HAN  | HaR  | HeB  | HoK  | KAI  | KAR  | MAG  | NOR  | OSN  | PAD  | SCH  | StP  | WEH  |
| ---------------------- | ---- | ---- | ---- | ---- | ---- | ---- | ---- | ---- | ---- | ---- | ---- | ---- | ---- | ---- | ---- | ---- | ---- | ---- |
| Amburgo                | –––– | 2-1  | 1-0  | 1-0  | 2-0  | 3-4  | 2-0  | 3-0  | 0-1  | 2-1  | 3-4  | 2-0  | 4-1  | 1-2  | 1-2  | 5-3  | 1-0  | 3-0  |
| Eintracht Braunschweig | 0-4  | –––– | 5-0  | 1-4  | 0-1  | 0-0  | 0-1  | 1-1  | 0-1  | 2-1  | 2-0  | 1-0  | 2-2  | 3-2  | 1-3  | 1-0  | 1-1  | 1-0  |
| Elversberg             | 2-1  | 3-0  | –––– | 0-5  | 1-1  | 2-2  | 1-2  | 4-2  | 0-2  | 2-1  | 0-3  | 0-0  | 0-1  | 3-1  | 4-1  | 1-1  | 0-2  | 0-3  |
| Fortuna Düsseldorf     | 2-0  | 2-0  | 1-1  | –––– | 1-0  | 1-1  | 2-0  | 1-0  | 0-1  | 4-3  | 3-1  | 3-2  | 3-1  | 1-1  | 1-2  | 5-3  | 1-2  | 1-3  |
| Greuther Fürth         | 1-1  | 3-3  | 1-4  | 1-0  | –––– | 1-3  | 1-0  | 1-2  | 2-1  | 2-1  | 4-3  | 1-1  | 2-1  | 4-0  | 5-0  | 2-0  | 0-0  | 2-0  |
| Hannover               | 0-1  | 2-0  | 2-2  | 2-2  | 2-1  | –––– | 2-1  | 2-2  | 1-2  | 1-1  | 2-2  | 2-1  | 3-0  | 7-0  | 3-2  | 1-1  | 1-2  | 2-0  |
| Hansa Rostock          | 2-2  | 1-0  | 2-1  | 1-3  | 1-0  | 1-2  | –––– | 0-0  | 1-3  | 0-3  | 1-2  | 0-2  | 2-0  | 2-1  | 1-2  | 0-2  | 2-3  | 3-1  |
| Hertha Berlino         | 1-2  | 3-0  | 5-1  | 2-2  | 5-0  | 1-1  | 4-0  | –––– | 2-2  | 3-1  | 2-2  | 3-2  | 3-3  | 0-0  | 3-1  | 5-2  | 1-2  | 0-1  |
| Holstein Kiel          | 4-2  | 1-2  | 1-1  | 1-1  | 2-1  | 3-0  | 2-0  | 2-3  | –––– | 1-3  | 1-0  | 2-4  | 0-2  | 4-0  | 2-1  | 1-0  | 3-4  | 3-2  |
| Kaiserslautern         | 3-3  | 5-0  | 3-2  | 1-3  | 0-2  | 3-1  | 3-1  | 1-2  | 0-3  | –––– | 0-4  | 4-1  | 3-1  | 3-2  | 1-2  | 4-1  | 1-2  | 1-1  |
| Karlsruhe              | 2-2  | 2-0  | 3-2  | 2-2  | 4-0  | 1-2  | 2-2  | 3-2  | 0-2  | 1-1  | –––– | 7-0  | 4-1  | 2-1  | 0-3  | 3-0  | 2-1  | 2-2  |
| Magdeburgo             | 2-2  | 2-1  | 1-2  | 2-3  | 0-0  | 0-3  | 1-2  | 6-4  | 1-1  | 4-1  | 1-1  | –––– | 0-1  | 1-1  | 1-1  | 3-0  | 1-0  | 1-0  |
| Norimberga             | 0-2  | 2-1  | 3-0  | 0-5  | 1-1  | 2-2  | 3-0  | 3-1  | 0-4  | 1-1  | 0-1  | 1-0  | –––– | 2-2  | 0-2  | 1-2  | 0-2  | 2-1  |
| Osnabrück              | 2-1  | 0-3  | 0-1  | 0-4  | 2-0  | 1-0  | 0-0  | 2-1  | 1-1  | 2-2  | 2-3  | 0-2  | 2-3  | –––– | 0-0  | 0-4  | 1-1  | 0-2  |
| Paderborn              | 1-0  | 1-2  | 3-1  | 4-3  | 0-1  | 1-0  | 3-0  | 2-3  | 0-4  | 1-2  | 1-1  | 0-0  | 1-3  | 1-1  | –––– | 3-1  | 2-2  | 2-1  |
| Schalke 04             | 0-2  | 1-0  | 1-2  | 1-1  | 2-2  | 3-2  | 2-1  | 1-2  | 0-2  | 3-0  | 0-0  | 4-3  | 2-0  | 4-0  | 3-3  | –––– | 3-1  | 1-0  |
| St. Pauli              | 2-2  | 1-0  | 3-4  | 0-0  | 3-2  | 0-0  | 1-0  | 2-0  | 5-1  | 2-0  | 2-1  | 0-0  | 5-1  | 3-1  | 2-1  | 3-1  | –––– | 1-1  |
| Wehen                  | 1-1  | 1-3  | 0-2  | 0-2  | 3-5  | 1-1  | 1-0  | 3-1  | 0-1  | 2-1  | 1-0  | 1-1  | 1-1  | 0-1  | 1-2  | 1-1  | 1-2  | –––– |

## Statistiche

### Squadre

#### Capoliste solitarie
|    | —— | —— | ——      | ——      | —— | ——  | —— | ——  | ——  | ——        | ——        | ——        | ——        | ——        | ——  | ——  | ——        | ——        | ——        | ——        | ——        | ——        | ——        | ——        | ——        | ——        | ——        | ——      | ——      | ——  | ——  | ——  | ——  | —— |  |
|    |    |    | Amburgo | Amburgo |    | FoD |    | StP |     | St. Pauli | St. Pauli | St. Pauli | St. Pauli | St. Pauli |     | HK  | St. Pauli | St. Pauli | St. Pauli | St. Pauli | St. Pauli | St. Pauli | St. Pauli | St. Pauli | St. Pauli | St. Pauli | St. Pauli | H. Kiel | H. Kiel | StP | HK  | StP | StP |    |  |
|    |    |    |         |         |    |     |    |     |     |           |           |           |           |           |     |     |           |           |           |           |           |           |           |           |           |           |           |         |         |     |     |     |     |    |  |
|    |    |    |         |         |    |     |    |     |     |           |           |           |           |           |     |     |           |           |           |           |           |           |           |           |           |           |           |         |         |     |     |     |     |    |  |
| 1ª | 2ª | 3ª | 4ª      | 5ª      | 6ª | 7ª  | 8ª | 9ª  | 10ª | 11ª       | 12ª       | 13ª       | 14ª       | 15ª       | 16ª | 17ª | 18ª       | 19ª       | 20ª       | 21ª       | 22ª       | 23ª       | 24ª       | 25ª       | 26ª       | 27ª       | 28ª       | 29ª     | 30ª     | 31ª | 32ª | 33ª | 34ª |    |  |

### Individuali

#### Classifica marcatori finale
Aggiornata al 19 maggio 2024 
| Gol |  |  | Giocatore       | Squadra        |
| --- |  |  | --------------- | -------------- |
| 22  |  |  | Haris Tabaković | Hertha Berlino |
| 22  |  |  | Robert Glatzel  | Amburgo        |
| 22  |  |  | Chrīstos Tzolīs | F. Dusseldorf  |
| 17  |  |  | Marcel Hartel   | St. Pauli      |
| 16  |  |  | Ragnar Ache     | Kaiserslautern |
| 16  |  |  | Can Uzun        | Norimberga     |
| 14  |  |  | Igor Matanović  | Karlsruher     |
| 13  |  |  | László Bénes    | Amburgo        |
| 13  |  |  | Ivan Prtajin    | Wehen          |
| 13  |  |  | Kenan Karaman   | Schalke 04     |
| 12  |  |  | Vincent Vermeij | F. Dusseldorf  |
| 12  |  |  | Armindo Sieb    | Greuther Fürth |
| 12  |  |  | Budu Zivzivadze | Karlsruher     |
| 11  |  |  | Cedric Teuchert | Hannover       |
| 11  |  |  | Branimir Hrgota | Greuther Furth |